# Michael Schulz
Michael Schulz (Witten, 1961. szeptember 3. –) Európa-bajnoki ezüst- és olimpiai bronzérmes német labdarúgó, hátvéd.

## Pályafutása

### Klubcsapatban
1967-ben a TuS Nettlingen csapatában kezdte a labdarúgást, majd a TuS Sulingen és TuS Syke együttesiben folytatta. 1984 és 1987 között az VfB Oldenburg első csapatában szerepelt. 1987-ben mutatkozott be a Bundesliga élvonalában az 1. FC Kaiserslautern színeiben, ahol két idényen át játszott. 1989 és 1994 között a Borussia Dortmund játékosa volt, ahol tagja volt az 1992–93-as UEFA-kupa döntős csapatnak. 1994 és 1997 között a Werder Bremen labdarúgója volt és itt vonult vissza 1997-ben az aktív labdarúgástól. Összesen 243 élvonalbeli Bundesliga mérkőzésen szerepelt és nyolc gólt szerzett.

### A válogatottban
1988-ban hét alkalommal szerepelt az olimpiai válogatottban és a szöuli olimpián bronzérmet szerzett a nyugatnémet válogatottal. 1992 és 1993 között hét alkalommal szerepelt a német válogatottban. Tagja volt az 1992-es Európa-bajnoki ezüstérmes csapatnak Svédországban.

## Sikerei, díjai
NSZK és Németország
- Olimpiai játékok
  - bronzérmes: 1988, Szöul
- Európa-bajnokság
  - ezüstérmes: 1992, Svédország

 Borussia Dortmund
- Német bajnokság (Bundesliga)
  - 2.: 1991–92
- Német szuperkupa (DFB-Supercup)
  - győztes: 1989
- UEFA-kupa
  - döntős: 1992–93

 Werder Bremen
- Német bajnokság (Bundesliga)
  - 2.: 1994–95
- Német szuperkupa (DFB-Supercup)
  - győztes: 1994